# Booty Luv
Booty Luv es un dúo inglés de música dance formado en junio de 2006 a través del sello Hed Kandi. Está formado por dos vocalistas de R&B, Cherise Roberts y Nadia Shepherd, las cuales estaban en la formación original de la exitosa banda de hip hop Big Brovaz. Su álbum debut alcanzó el número 11 en el UK Album Chart y ha generado hasta el momento cuatro grandes hits en el Reino Unido. Entre ellos se encuentra su sencillo debut «Boogie 2nite», canción originalmente grabada en 2002 por la cantante estadounidense Tweet. Esta versión alcanzó la segunda ubicación en el Reino Unido y logró ingresar en varias listas musicales europeas. En 2011, pasaron a llamarse simplemente  Cherise & Nadia con la edición del sencillo «This Night». En 2013, retornan a su anterior nombre acompañado de un nuevo sencillo, "Black Widow".

## Discografía

### Álbumes de estudio
| Año  | Detalles del Álbum                                                                                              | Posiciones | Certificaciones |
| Año  | Detalles del Álbum                                                                                              | UK         | Certificaciones |
| ---- | --- | ---------- | --------------- |
| 2007 | Boogie 2nite - Lanzamiento: 17 de septiembre de 2007 - Discográfica: Hed Kandi - Formatos: CD, descarga digital | 11         | - UK: Plata     |

### Sencillos
| Año  | Título                              | Posiciones en las listas | Posiciones en las listas | Posiciones en las listas | Posiciones en las listas | Posiciones en las listas | Posiciones en las listas | Posiciones en las listas | Álbum        |
| Año  | Título                              | UK                       | BEL (Fla)                | FIN                      | ALE                      | IRL                      | NL                       | EU                       | Álbum        |
| ---- | ----------------------------------- | ------------------------ | ------------------------ | ------------------------ | ------------------------ | ------------------------ | ------------------------ | ------------------------ | ------------ |
| 2006 | "Boogie 2nite"                      | 2                        | 38                       | 8                        | 76                       | 22                       | 7                        | 11                       | Boogie 2Nite |
| 2007 | "Shine"                             | 10                       | —                        | 6                        | —                        | 28                       | 13                       | —                        | Boogie 2Nite |
| 2007 | "Don't Mess with My Man"            | 11                       | —                        | 9                        | —                        | 26                       | 28                       | —                        | Boogie 2Nite |
| 2007 | "Some Kinda Rush"                   | 19                       | —                        | —                        | —                        | 47                       | 10                       | —                        | Boogie 2Nite |
| 2008 | "Dance Dance" 1                     | —                        | —                        | —                        | —                        | —                        | 30                       | —                        | Boogie 2Nite |
| 2009 | "Say It"                            | 16                       | —                        | —                        | —                        | —                        | —                        | —                        |              |
| 2011 | "This Night" (como Cherise & Nadia) | —                        | —                        | —                        | —                        | —                        | —                        | —                        |              |
| 2013 | "Black Widow"                       | —                        | —                        | —                        | —                        | —                        | —                        | —                        |              |

1 "Dance Dance" fue lanzado exclusivamente en los Países Bajos.
Colaboraciones
- 2012: David Vendetta Feat. Booty Luv – Sun Comes Up

### Videos musicales
| Year | Video                    | Director(es)  |
| ---- | ------------------------ | ------------- |
| 2006 | "Boogie 2Nite"           | Jonny Mourgue |
| 2007 | "Shine"                  |               |
| 2007 | "Don't Mess With My Man" |               |
| 2007 | "Some Kinda Rush"        |               |
| 2008 | "Dance Dance"            |               |
| 2009 | "Say It"                 | Emile Nava    |
| 2011 | "This Night"             | Moonrunners   |
| 2012 | "Black Widow"            |               |